# Fuller (Automobilhersteller)
Fuller war ein US-amerikanischer Hersteller von Automobilen.

## Unternehmensgeschichte
C. D. Fuller und F. D. Fuller leiteten das Unternehmen mit Sitz in Massachusetts. 1905 stellten sie drei Automobile her, die unter verschiedenen Markennamen bekannt wurden.

## Fahrzeuge
Der Finnegan & Fuller hatte einen Motor mit 8 PS Leistung. Für dieses Fahrzeug wird als weitere Person Frank B. Finnegan aus Quincy genannt, wobei unklar bleibt, ob er am Bau des Fahrzeugs beteiligt oder der Käufer war.
Der Fuller & Upjohn hatte einen Motor mit 3,5 PS Leistung. W. E. Upjohn war an der Konstruktion beteiligt. Käufer war William I. Sweet aus Everett.
Der Norton & Fuller hatte einen 8-PS-Motor. James J. Norton aus Lowell, der bereits von 1901 und 1902 als Norton Kraftfahrzeuge herstellte, half bei der Produktion. Abnehmer war Samuel Scott.